# Ruda Żurawiecka
Ruda Żurawiecka – wieś w Polsce, położona w województwie lubelskim, w powiecie tomaszowskim, w gminie Lubycza Królewska.
W latach 1975–1998 wieś administracyjnie należała do województwa zamojskiego. 
Wieś jest sołectwem w gminie Lubycza Królewska. Według Narodowego Spisu Powszechnego z roku 2011 wieś liczyła 251 mieszkańców.
Nazwa wsi pochodzi od wydobywanej w okolicy rudy żelaza. W miejscowości znajduje się nieczynny młyn wodny, Sala Królestwa Świadków Jehowy.
Wierni Kościoła rzymskokatolickiego należą do parafii Matki Bożej Różańcowej w Lubyczy Królewskiej.